# BMW 535
BMW 535 - середньорозміріні автомобілі 5 серії в кузовах хетчбек, універсал і седан, які випускалися з 1996 по 2016 роки. Існують такі покоління цієї моделі:
- BMW E39 (1996-2003);
- BMW E60 (2004-2010);
- BMW E61 (2004-2010);
- BMW F07 (2009-2016);
- BMW F10 (2010-2016);
- BMW F11 (2010-2016);

Основні конкуренти - Ауді А6, Mercedes E-Class і Jaguar XF.

### Опис
У 2015 році були проведені незначні зміни зовнішнього і внутрішнього дизайну даної моделі, які включили в себе додавання в стандартну комплектацію кількох нових предметів і функцій (раніше доступних тільки як опції), - наприклад, шкіряного чохла на рульове колесо і світлодіодних протитуманних фар.
У стандартну комплектацію БМВ 535 входять: автоматична двозонна система клімат-контролю, електричне регулювання передніх сидінь, 18-дюймові литі диски, система круїз-контролю, шкіряний чохол на мультифункціональне рульове колесо з електропідсилювачем, вінілове оздоблення салону, обертальна камера, система супутникової навігації, бортовий комп'ютер, індикатори на лобовому склі, автоматичні склоочисники, функція інтеграції мобільних девайсів, система допомоги при паркуванні, аудіосистема з 10-ма динаміками, цифрове радіо, інформаційно-розважальна система iDrive, передні світлодіодні протитуманні фари, біксенонові передні фари, вікна з електроприводом і підігрівом, шкіряне оздоблення центральної консолі, дистанційне керування центральним замком, іммобілайзер. 
В 2014 році автомобіль BMW 535 пройшов випробування Національною Адміністрацією Безпеки Дорожнього Руху США (NHTSA):
| Водій | Паса- жир | Фронта- льний удар | Боко- вий удар | Пере- ворот | Бічний бар`єрний рейтинг пасажи- рського заднього сидіння | Боковий бар`єр водія | Загаль- ний резу-льтат |
| ----- | --------- | ------------------ | -------------- | ----------- | --------------------------------------------------------- | -------------------- | ---------------------- |
| 4     | 4         | 4                  | 5              | 5           | 5                                                         | 5                    | 5                      |

### Огляд моделі

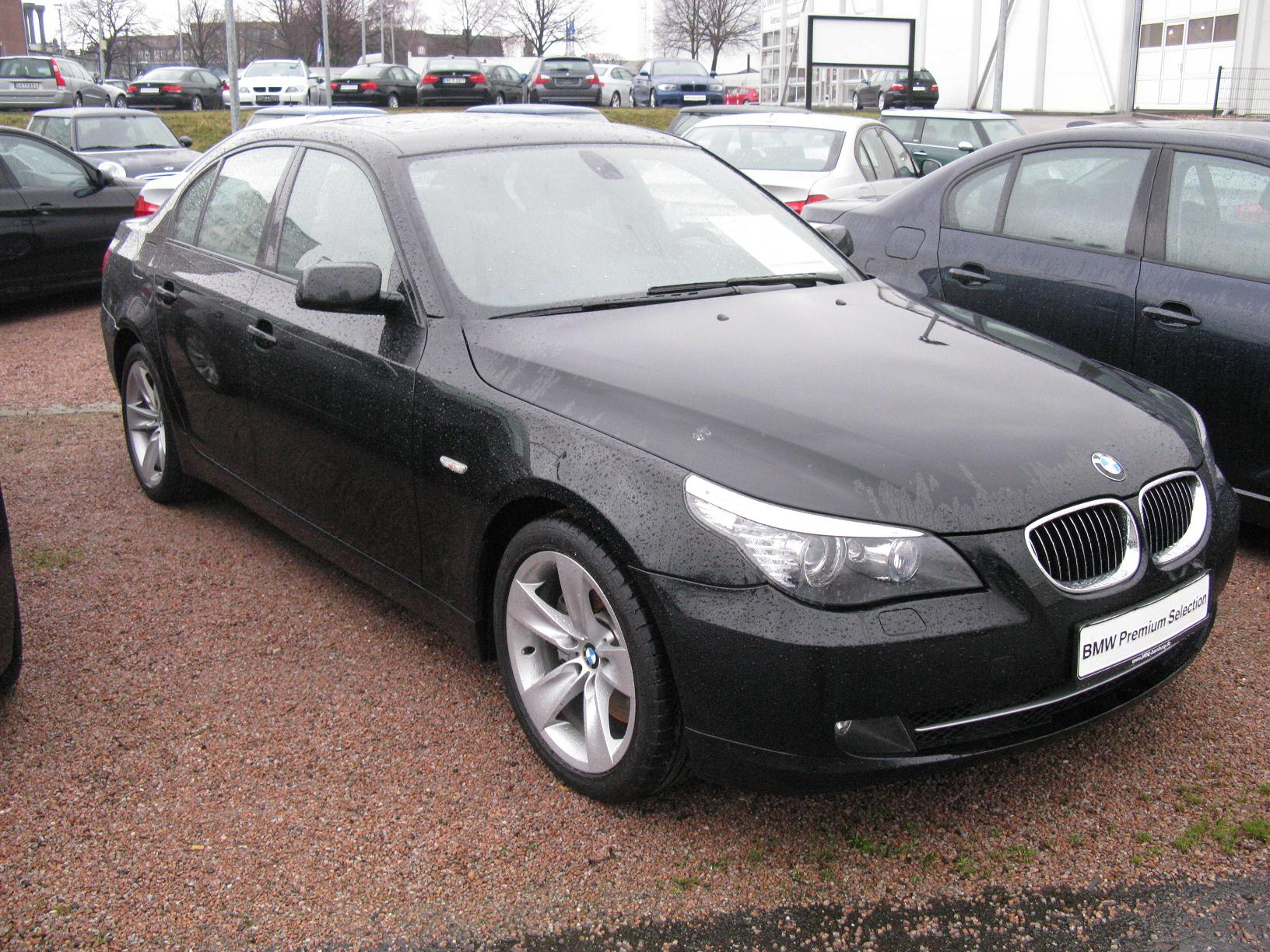
BMW 535d
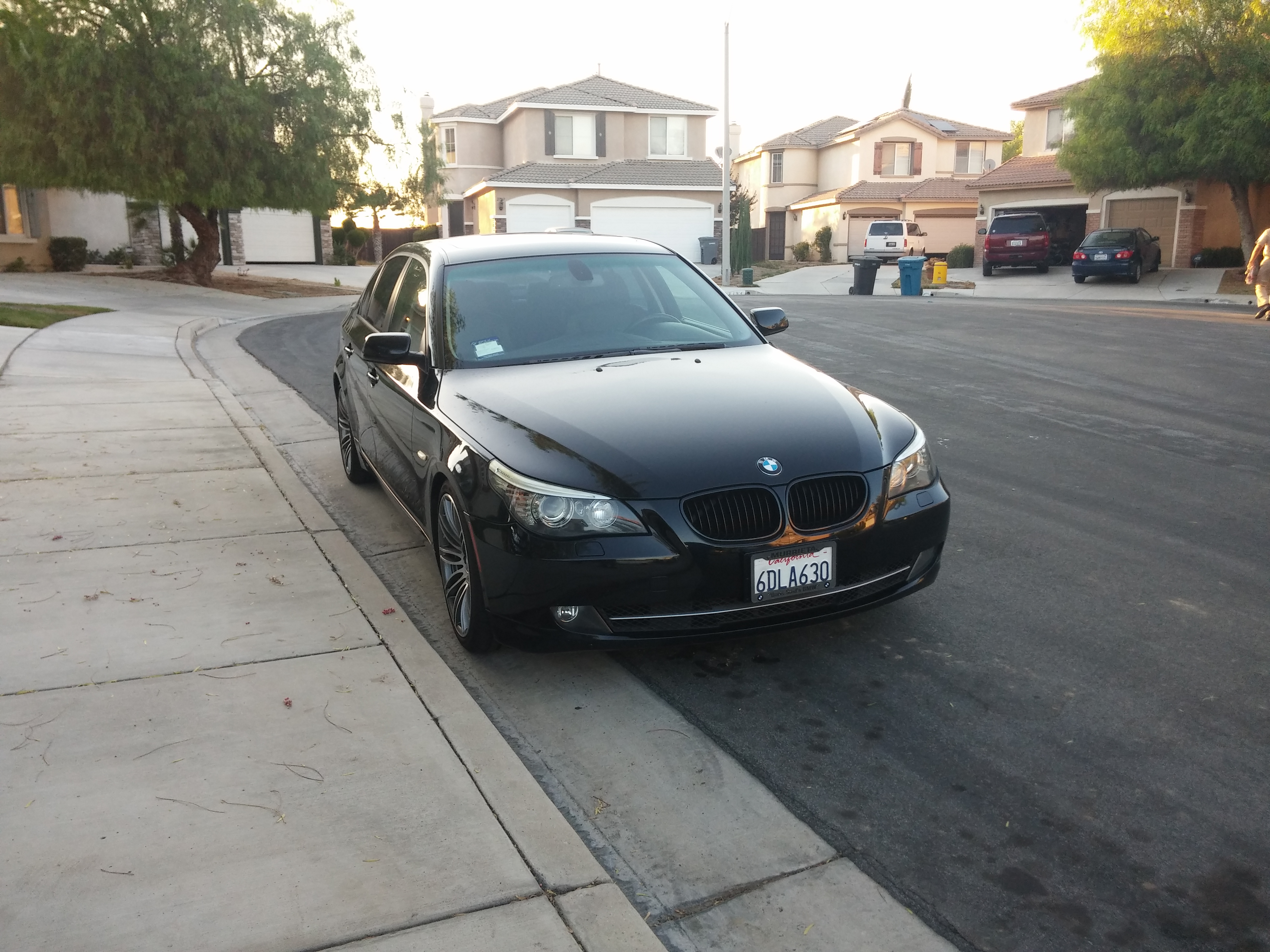
2009 BMW 535i
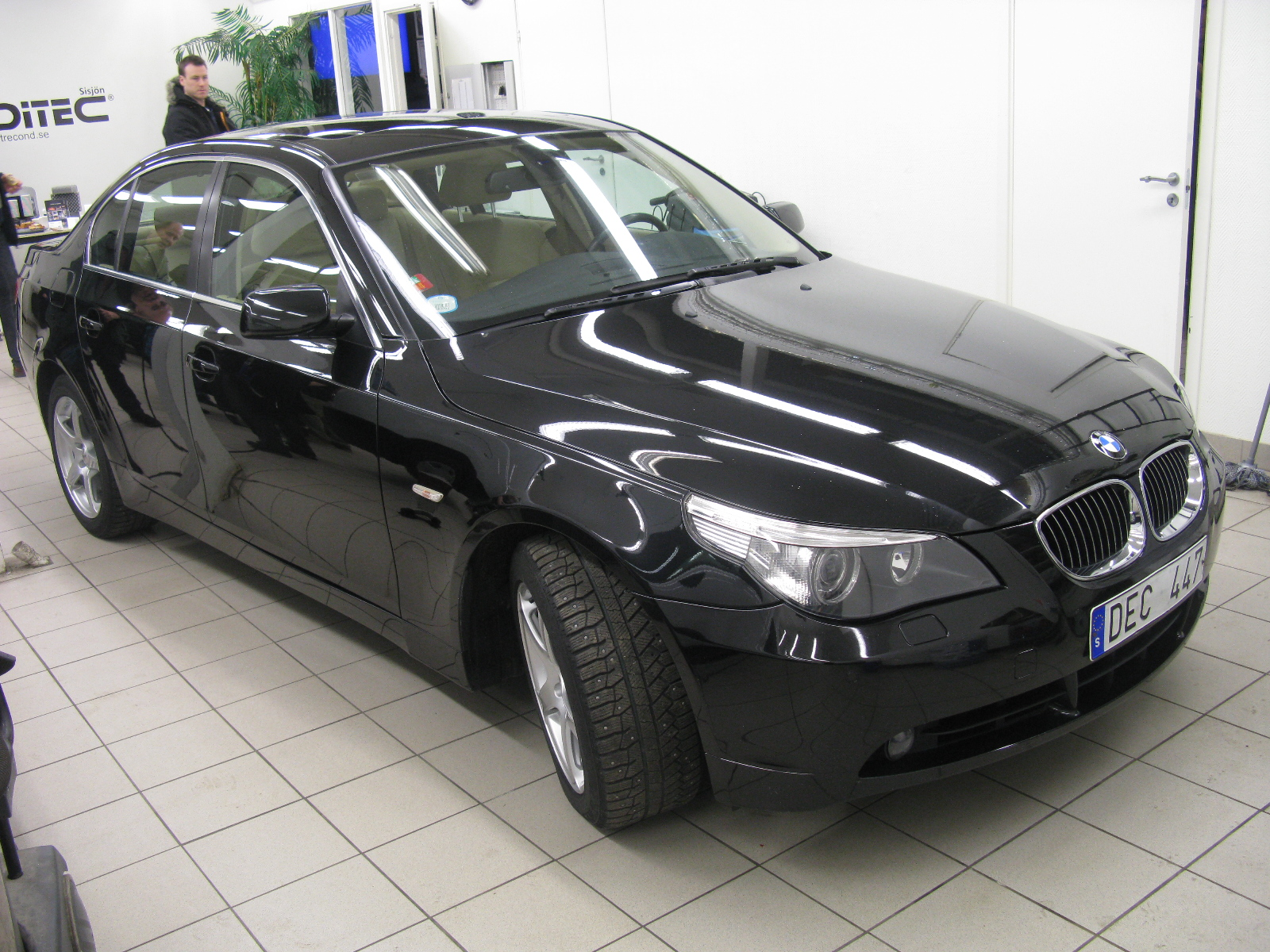
BMW 535d E60